# Storkow
Storkow es una localidad del distrito de Oder-Spree, en el estado de Brandeburgo, Alemania. Está situada a orillas del lago de Storkow, cerca de Berlín.

## Historia
La ciudad de Storkow se menciona por primera vez en 1209 por Otón IV y es una de las más antiguas de Brandemburgo. Inicialmente era parte de la Baja Lusacia, pero fue ofrecida como regalo a los margraves de Brandeburgo por el Rey Fernando I de Bohemia, junto con la cercana Beeskow. Desde entonces ha sido parte de Brandemburgo.
El 31 de marzo de 2002, las comunidades de Alt Stahnsdorf, Limsdorf, Schwerin, Wochowsee y la ciudad de Storkow se fusionaron para formar la nueva ciudad de Storkow (Mark). Los municipios de Bugk, Görsdorf bei Storkow, Groß Eichholz, Groß Schauen, Kehrigk, Kummersdorf, Filadelfia, Rieplos y Selchow fueron incorporados por ley a la ciudad de Storkow (Mark) el 26 de octubre de 2003. La oficina de Storkow (Mark) fue disuelta.

## Demografía
- Tendencia poblacional desde 1875 (línea azul: población; línea punteada: comparación con tendencias poblacionales del estado de Brandenburg; fondo gris: tiempo de gobierno Nazi; fondo rojo: tiempo de Gobierno comunista)
- Proyecciones y desarrollo poblacional reciente (Desarrollo poblacional antes del censo del 2011 (línea azul); Desarrollo poblacional reciente de acuerdo al Censo en Alemania del 2011 (línea azul con bordes); Proyecciones ofiales para el período 2005-2030 (línea amarilla); para el período 2017-2030 (línea escarlata); para el período 2020-2030 (línea verde)

## Cultura
Storkow es sede del museo de Didi Senft El Diablo que alberga 120 curiosidades de dos ruedas, que incluye las bicicletas más grandes y más altas del mundo, según Senft.

## Ciudades hermanadas
Rafael Calzada